# Disparomitus maynei
Disparomitus maynei is een insect uit de familie van de vlinderhaften (Ascalaphidae), die tot de orde netvleugeligen (Neuroptera) behoort. 
Disparomitus maynei is voor het eerst wetenschappelijk beschreven door Navás in 1925.